# Pinky i Cervell
Pinky i Cervell són dos personatges de ficció de la sèrie de televisió animada Animaniacs. Posteriorment van tenir la seva pròpia sèrie de televisió anomenada  Pinky i Cervell , la qual va ser produïda per Steven Spielberg i Warner Bros Animation. Pinky i Cervell va tenir una durada de 65 episodis transmesos entre 1995 i 1998, després es crearia una altra sèrie anomenada  Pinky, Elmyra and the Brain  de 13 episodis.
Són dos  ratolins de laboratori alterats genètica ment que viuen als laboratori s Acme. En cada episodi Cervell idea un pla per intentar  conquistar al món al costat de Pinky.
La sèrie va guanyar un Emmy en 1999. Va ser emesa a Llatinoamèrica per  Cartoon Network, Warner Channel,  Boomerang i Tooncast ia Espanya per Toon Disney.

## Personatges

### Cervell
Cervell és un ratolí de gran intel·ligència i desitjos de conquesta mundial. La seva cua en forma de ziga-zaga li serveix per obrir la gàbia on viu, té un cap de grans dimensions a causa del seu cervell. La seva veu, feta en anglès per Maurici Lamarche, està basada en Orson Welles. El doblatge en espanyol va estar a càrrec del veneçolà Orlando Noguera.
A causa de la seva grandària, Cervell té un  complex de Napoleó, la qual cosa impedeix l'èxit dels seus plans. Altres coses que impedeixen que Cervell conquisti el món són els errors de Pinky, la poca intel·ligència dels humà s o simplement mala sort.

### Pinky
Pinky és un altre ratolí alterat genèticament, encara que menys intel·ligent que Cervell. Tot i que la majoria de les vegades és insultat per Cervell, gaudeix passar temps amb ell.